# Puente de los Secanos
El puente de los Secanos es una construcción ferroviaria que sirve como paso elevado del antiguo camino a Baza, y está situado en el término municipal de Armuña de Almanzora. Está situado en el antiguo punto kilométrico 91,150 de la línea Lorca-Baza.

## Características
Es un paso elevado construido con piedras y ladrillos.

## Otros nombres del paso elevado
El paso elevado del antiguo camino a Baza es conocido por los armuñeros y la gente de los pueblos de alrededor por estos nombres:
- Puente de los Secanos
- Puente del camino viejo a Baza
- Puente del camino viejo de Baza
- Puente del camino a la Escombrera Vieja
- Puente del Basurero
- Puente del Secano
- Paso elevado de los Secanos
- Puente de la Escombrera

## Historia
Construido en 1894, la parte más conocida de su historia es la época del tren, en la que los jóvenes o los estraperlistas no querían pagar el billete del tren y se subían a los vagones. Estos no veían el puente debido al humo del tren y se estrellaban contra éste, cayendo entre los vagones y posteriormente en la vía, donde serían triturados por el tren. El último tren que pasó bajo este paso elevado es una serie 313 con un vagón pequeño el 31 de diciembre de 1984. Al día siguiente, la línea férrea fue cerrada por RENFE.

### El puente asesino
Aparte de las muertes de jóvenes en el puente, también murió un hombre en el invierno de 1940, cuando tras la Guerra Civil no había dinero para comprar cosas y este hombre se subió encima de un vagón. El pobre hombre, que se gastó el dinero en comprar cosas para subsistir junto con su familia, acabó estampado contra el puente y cayendo entre los vagones a la vía férrea. El tren, un correo de Granada a Alicante, paró entre los puentes metálicos de las ramblas Enmedio y Lúcar.
Poco después, una mujer cruzó por las vías allí con una burra y ambos seres vivos fueron asesinados por el correo tras ser atropellados. La muerte fue en el acto.

### El paso elevado es destruido por una tromba de agua
El 26 de abril de 1952, una tromba de agua destruyó el puente de los Secanos. En el acto fue reconstruido por los armuñeros.

### Abandono
El paso elevado estuvo abandonado desde el 1 de enero de 1985 hasta el 26 de abril de 2012, produciéndose graves roturas en la estructura del puente hasta tal punto que el ayuntamiento de Armuña decidió actuar. La vía que había bajo el paso elevado se desmanteló en 2005.

### Restauración
El 26 de abril de 2012, el paso elevado fue reparado por el ayuntamiento de Armuña de Almanzora. El puente recuperó el esplendor que antaño tuvo. La restauración se hizo con los mismos materiales de construcción del puente excepto el cemento. Armuña Geographic fue testigo de este acontecimiento, fotografiando y grabando los trabajos de reparación.
- Datos: Q5697215